# Marie Gawrecká
Marie Gawrecká (* 28. července 1954 Čeladná) je česká historička, zabývající se českými dějinami v 20. století se zaměřením na Slezsko a specializující se na česko-polské a česko-německé vztahy.
Po absolvování gymnázia ve Frenštátu pod Radhoštěm (1969–1973) vystudovala v letech 1975–1980 filozofickou fakultu Univerzity Palackého v Olomouci (obor historie-němčina). Po studiu pracovala jako odborná a vědecká pracovnice ve Slezském ústavu ČSAV v Opavě. V roce 1981 získala titul PhDr. a v roce 1988 obhájila kandidátskou práci a získala titul CSc. Od roku 1990 působí na Ústavu historie a muzeologie filozoficko-přírodovědecké fakulty Slezské univerzity v Opavě. V letech 1991–1994 a 2001–2007 byla proděkankou pro vědu a zahraniční styky FPF SU. V roce 2005 se habilitovala na filozofické fakultě Univerzity Palackého v Olomouci.

## Publikace
- Němci ve Slezsku 1918–1938. Opava : Slezská univerzita v Opavě, Filozoficko-přírodovědecká fakulta, Ústav historie a muzeologie, 2002. 315 s. ISBN 80-86458-10-5.
- Československé Slezsko mezi světovými válkami 1918-1938. Opava : Slezská univerzita v Opavě, Filozoficko-přírodovědecká fakulta, Ústav historie a muzeologie, 2004. 195s. ISBN 80-7248-233-5.
- Dějiny Českého Slezska I.–II. Opava : Slezská univerzita v Opavě, Filozoficko-přírodovědecká fakulta, Ústav historie a muzeologie, 2003. 656 s. ISBN 80-7248-226-2. (spoluautorka)